# Котлина (Кнежеви Виногради)
Котлина (мађ. Sepse) је насељено место у Барањи, у саставу општине Кнежеви Виногради, Осјечко-барањска жупанија, Република Хрватска.

## Становништво
На попису становништва 2011. године, Котлина је имала 288 становника.

## Попис 1991.
На попису становништва 1991. године, насељено место Котлина је имало 460 становника, следећег националног састава:
| Попис 1991.‍  | Попис 1991.‍  | Попис 1991.‍ | Попис 1991.‍ | Попис 1991.‍ |
| ------------ | ------------ | ----------- | ----------- | ----------- |
|              |              |             |             |             |
| Мађари       | Мађари       |             | 416         | 90,43%      |
| Хрвати       | Хрвати       |             | 27          | 5,86%       |
| Срби         | Срби         |             | 5           | 1,08%       |
| Немци        | Немци        |             | 3           | 0,65%       |
| Југословени  | Југословени  |             | 1           | 0,21%       |
| Словенци     | Словенци     |             | 1           | 0,21%       |
| неопредељени | неопредељени |             | 3           | 0,65%       |
| регион. опр. | регион. опр. |             | 1           | 0,21%       |
| непознато    | непознато    |             | 3           | 0,65%       |
| укупно: 460  |              |             |             |             |